# Румунська каплиця
Румунська каплиця — цвинтарна каплиця на честь ікони Божої Матері «Несподівана радість» у Павлограді.

## Історія храму
Цвинтарна каплиця збудована у Павлограді на честь ікони Божої Матері «Несподівана радість» в середині ХІХ ст. В народі має назву "Румунська". Після 1917 року була зачинена. Під час Другої світової війни у каплиці зберігали тіла загиблих перед похованням. В 70-ті рр. XX століття була зруйнована під час пожежі, у 2001 році відновлена.